# Kanalik łzowy
Kanalik łzowy (łac. canalicus lacrimalis) – część narządu łzowego kręgowców czworonożnych, początkowy odcinek dróg odprowadzających łzy z worka spojówkowego. Prowadzi do przewodu nosowo-łzowego (u ssaków za pośrednictwem woreczka łzowego). Liczba kanalików łzowych jest zmienna gatunkowo, od jednego do ośmiu. U żółwi kanaliki łzowe ani przewód nosowo-łzowy nie występują i łzy wypływają bezpośrednio przez szpary powiek.
U człowieka przy każdym oku są dwa kanaliki łzowe, górny i dolny. Rozpoczynają się punktami łzowymi (puncta lacrimalia) leżącymi na brodawkach łzowych (papillae lacrimales), wyniosłościach tylnych krawędzi przyśrodkowych brzegów powiek. Od punktów łzowych kanaliki biegną początkowo na krótkim odcinku (do 2 mm) mniej więcej pionowo, a następnie zmieniają przebieg na prawie poziomy w stronę przyśrodkową (ten odcinek ma 6–7 mm długości), zbiegając się w stronę woreczka łzowego, z którym łączą się wspólnym przewodem lub osobno. Kanaliki mają na większości przebiegu średnicę około 0,2 mm, przy przejściu części pionowej w poziomą lekko się rozszerzają tworząc bańkę kanalika łzowego (ampulla canaliculi lacrimalis). Wysłane są nabłonkiem wielowarstwowym płaskim lub wielowarstwowym sześciennym.